# Anton Plankensteiner

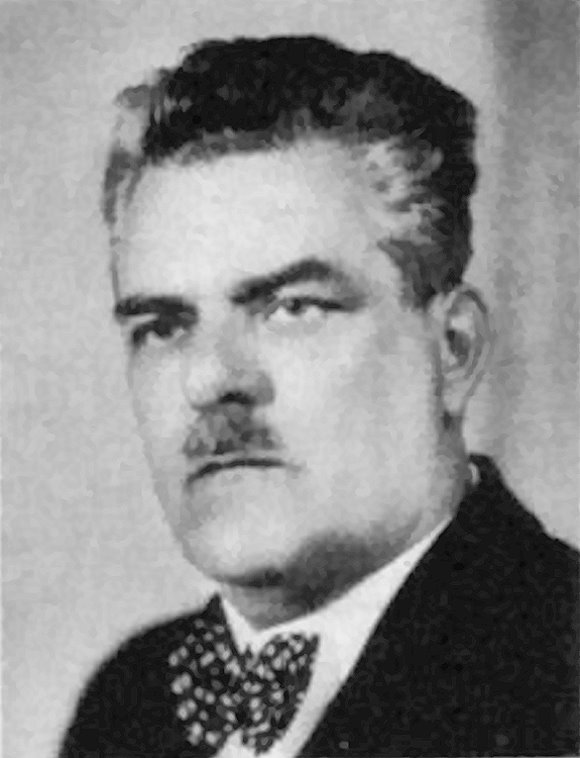
Anton Plankensteiner 1938

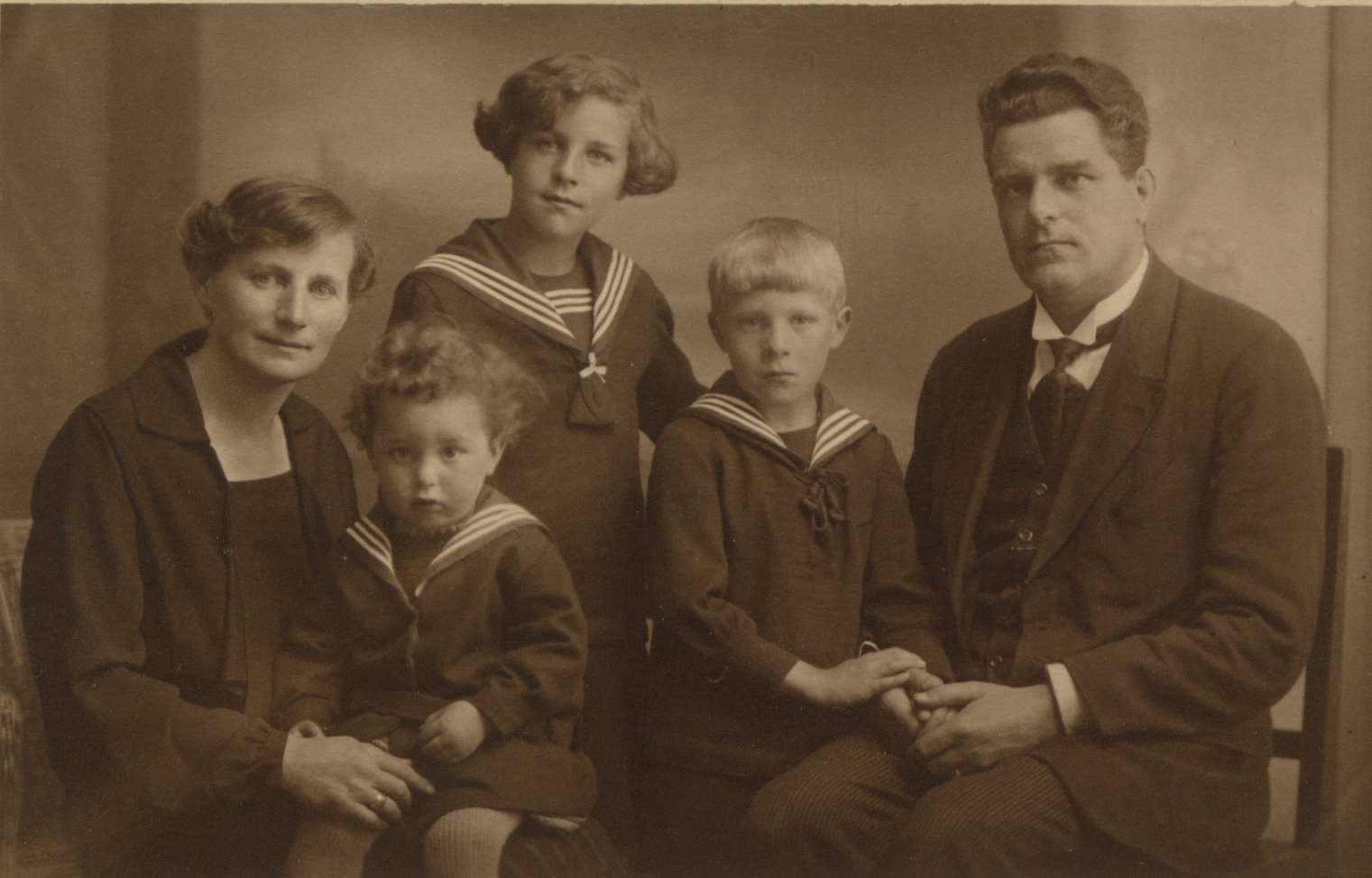
Toni Plankensteiner mit seiner Ehefrau und seinen Kindern in der Zwischenkriegszeit

Anton („Toni“) Plankensteiner (* 16. März 1890 in Bregenz, Österreich-Ungarn; † 30. Oktober 1969 in Dornbirn) war ein österreichischer Politiker. Bekannt wurde er als Landeshauptmann von Vorarlberg in den Jahren 1938 und 1939 sowie als NSDAP-Kreisleiter in Dornbirn (1939 bis 1942) und Neustadt an der Weinstraße (1942 bis 1945).

## Leben und Wirken

### Frühe Jahre (1890 bis 1918)
Anton Plankensteiner wurde in Bregenz als Sohn des aus einer Südtiroler Bergbauernfamilie stammenden Briefträgers Tobias Plankensteiner und dessen Ehefrau Franziska geb. Auderer geboren. Er wuchs in Dornbirn auf, wo er die Volksschule und die Oberrealschule, zusammen mit dem späteren Vorarlberger Landeshauptmann Ernst Winsauer, absolvierte und 1909 seine Reifeprüfung ablegte. Von 1909 bis 1910 gehörte er dem 4. Regiment der Tiroler Kaiserjäger in Bregenz und Innsbruck an.
1911 trat Plankensteiner als Bankbeamter in die Dornbirner Filiale der Bank für Tirol und Vorarlberg ein. Unterbrochen wurde diese Tätigkeit durch die Teilnahme am Ersten Weltkrieg, in dem er von 1914 bis 1918 in Galizien und an der Tiroler Front kämpfte. In den Bergen an der Grenze zu Italien kommandierte er zeitweise eine Hochgebirgskompanie, und im Jahre 1915 war er einige Monate lang dem Verband des Deutschen Alpenkorps unter Generalleutnant Konrad Krafft von Dellmensingen zugeteilt. Für seine Verdienste an der Dolomitenfront wurde er mehrfach ausgezeichnet, so mit dem Eisernen Kreuz II. Klasse, dem Karl-Truppenkreuz, der Militär-Verdienstmedaille und dem Orden der Eisernen Krone III. Klasse (jedoch ohne eine Erhebung in den Adelsstand). Noch im Krieg heiratete Plankensteiner 1916 seine Freundin Maria Luise Meingassner. Aus dieser Ehe gingen drei Söhne und eine Tochter hervor.

### Erste Republik und Ständestaatszeit (1919 bis 1938)
In der Nachkriegszeit engagierte Plankensteiner sich in der Heimwehr und im deutschvölkischen Turnverein Dornbirn 1862. Zum 6. November 1930 trat er, nachdem er zuvor eine großdeutsche Gesinnung offenbart hatte, der NSDAP (Mitgliedsnummer 364.255) sowie der SA bei und wurde Bezirksverbandsleiter von Dornbirn. Nach dem Verbot der NSDAP war Plankensteiner vorübergehend der Gauleiter der Partei für Vorarlberg.
Infolge der zunehmenden politischen Radikalisierung in der Zeit des Austrofaschismus wurde Plankensteiner von Januar bis Juli 1934 für sieben Monate in das Anhaltelager Wöllersdorf eingewiesen. Nach seiner Rückkehr arbeitete er nurmehr als Bankbeamter ohne politische Funktion.

### Zeit des Nationalsozialismus (1938 bis 1945)
Unmittelbar nach dem „Anschluss“ Österreichs durch das Deutsche Reich erfolgte am 12. März 1938 die Ernennung Plankensteiners zum kommissarischen Landeshauptmann Vorarlbergs. Am 7. Juni schloss sich die offizielle Bestellung zum definitiven Landeshauptmann durch Reichsinnenminister Wilhelm Frick an. Von April 1938 bis zum Ende der NS-Herrschaft im Frühjahr 1945 gehörte Plankensteiner als Abgeordneter für das Land Österreich dem deutschen Reichstag an.
Plankensteiner war ein fanatischer Nationalsozialist, der gegen Juden hetzte und die Endlösung befürwortete. Er bezeichnete sich selbst „mit Recht als Seele der nationalsozialistischen Bewegung in Vorarlberg und als legendärer Kämpfer“.
Als NS-Landeshauptmann war er ohne Gnade für politische Gegner. So veranlasste er die Verhaftung des ehemaligen Kommandanten des Gendarmeriepostens Dornbirn, Hugo Lunardon. Als dessen Frau Gnadengesuche für ihren im KZ Mauthausen inhaftierten, dort im März 1940 von einem SS-Hauptscharführer ermordeten Mann stellte, meinte er: „Die Frau ist schon fünfmal gekommen zu klagen und zu winseln. Aber es tut ihm (Lunardon) gar nichts, wenn er ein paar Wochen da drinnen sitzt.“
In den ersten Monaten nach dem „Anschluss“ war den Vorarlberger Anhängern des Nationalsozialismus noch nicht klar, dass Vorarlberg seine Souveränität einbüßen und Bestandteil des Gaus Tirol-Vorarlberg werden sollte. Im Dezember 1939, drei Monate nach Beginn des Zweiten Weltkrieges, wurde die Vorarlberger Landeshauptmannschaft durch einen Erlass des Reichsinnenministeriums aufgelöst. Plankensteiner behielt lediglich die Funktion eines Kreisleiters von Dornbirn. Da er mit anderen Vorarlberger Nationalsozialisten gegen die Anbindung Vorarlbergs an Tirol interveniert hatte, fiel er bei dem Tiroler Gauleiter Franz Hofer in Ungnade.
Zum 1. März 1942 ließ sich Plankensteiner als Kreisleiter nach Neustadt an der Weinstraße in der Westmark versetzen. Hier wirkte der mit ihm befreundete Gauleiter und für die Anschluss-Abstimmung in Österreich Verantwortliche Josef Bürckel (1895–1944). Nach dem Heranrücken der Alliierten wurde die Gau- und Kreisleitung 1945 aufgelöst, und Plankensteiner kehrte nach Vorarlberg zurück, wo er zuletzt als Ortskommandant die Kreisstadt Dornbirn verteidigte.

### Nachkriegsära (1945 bis 1969)
Nach seiner Flucht in den Bregenzerwald wurde Plankensteiner mit anderen am 9. Mai 1945 von französischen Truppen festgenommen und interniert. Im Juni 1949 wurde er vom Volksgericht Innsbruck zu elf Jahren verschärftem Kerker verurteilt, jedoch am gleichen Tag begnadigt und 1950 aus der Haft entlassen. 
Plankensteiner arbeitete nach der Freilassung einige Monate auf Vermittlung Hermann Rhombergs, des Mitbegründers und ersten Ausstellungsleiters der Dornbirner Messe, als kaufmännischer Angestellter der Messe. Ab Oktober 1950 war er Angestellter einer Eisengroßhandlung in Dornbirn; 1956 ging er in Pension. Er starb am 30. Oktober 1969 im Alter von 79 Jahren.